# Windrush Square

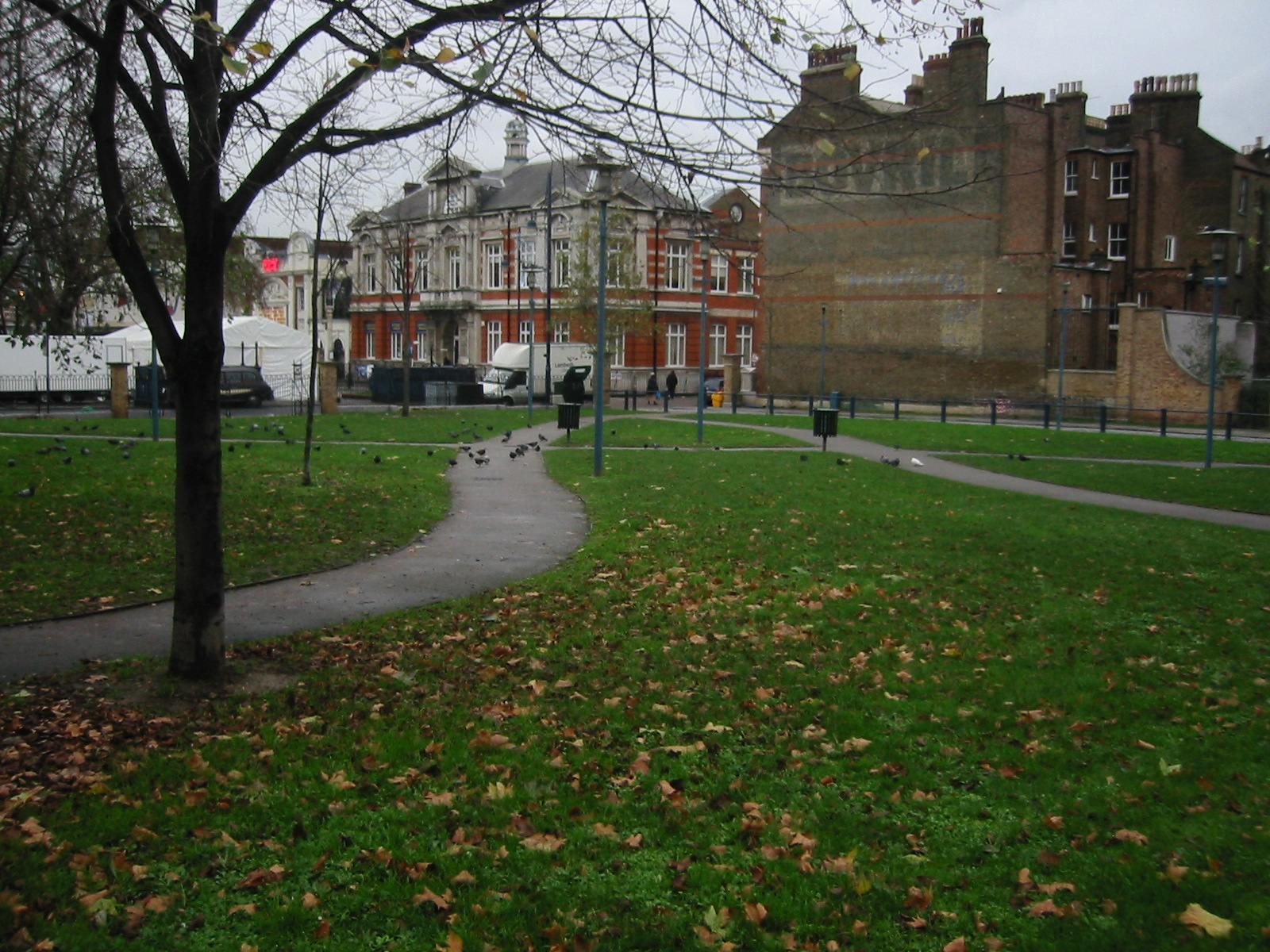
Windrush Square, Londres (2006)

Windrush Square es un espacio público abierto en el centro de Brixton, al sur de Londres, que ocupa un área frente a la Biblioteca Brixton Tate (Brixton Tate Library) que originalmente se conocía como Brixton Oval, y luego como los Jardines Tate (Tate Gardens). La plaza fue renombrada para reconocer la importante contribución de la comunidad africano-caribeña al área, marcando el 50 aniversario de la llegada del HMT Empire Windrush. Fue el Windrush que llevó en 1948 al primer gran grupo de migrantes antillanos de la posguerra (casi 500) al Reino Unido desde Jamaica, que al llegar fueron alojados temporalmente a menos de una milla de la carretera Coldharbour Lane en Brixton.
La organización Black Cultural Archives ahora se encuentra en 1 Windrush Square en un edificio georgiano catalogado como Monumento clasificado de Grado II, el antiguo Raleigh Hall.
El 22 de junio de 2017, se inauguró en Windrush Square el Monumento a la guerra de África y el Caribe (African and Caribbean War Memorial), monumento nacional del Reino Unido al personal de servicio africano y caribeño que luchó en la Primera y Segunda Guerra Mundial.